# Selenia phoebearia
Selenia phoebearia är en fjärilsart som beskrevs av Franz Paula von Schrank 1802. Selenia phoebearia ingår i släktet Selenia och familjen mätare. Inga underarter finns listade i Catalogue of Life.